# Michał Żyguliński
Michał Żyguliński (15. září 1864 – 21. listopadu 1912 Krakov) byl rakouský pedagog a politik polské národnosti z Haliče, na počátku 20. století poslanec Říšské rady.

## Biografie
Působil jako učitel na biskupském semináři v Tarnówě.
Působil i jako poslanec Říšské rady (celostátního parlamentu Předlitavska), kam usedl ve volbách roku 1901 za kurii všeobecnou v Haliči, obvod Tarnow, Brzesko, Bochnia atd. Mandát získal i ve volbách roku 1907, konaných poprvé podle všeobecného a rovného volebního práva. Byl zvolen za obvod Halič 42.
V roce 1901 se uvádí jako oficiální polský kandidát, tedy kandidát Polského klubu. Ve volbách roku 1907 byl zvolen za nový subjekt Polskie Centrum Ludowe, do kterého přešla Stojałowského skupina. Po volbách roku 1907 pak opět usedl do Polského klubu. Ve volbách roku 1911 kvůli nemoci již nekandidoval.
Zemřel v listopadu 1912.